# Funabashi
Ne doit pas être confondu avec Funahashi.
Funabashi (船橋市, Funabashi-shi) est une ville de la préfecture de Chiba, au Japon.

## Géographie

### Situation
Funabashi se trouve dans le nord-ouest de la préfecture de Chiba, au bord de la baie de Tokyo.

### Municipalités limitrophes
| Kamagaya | Shiroi        | Shiroi    |
| Ichikawa | Funabashi     | Yachiyo   |
| Ichikawa | baie de Tokyo | Narashino |

### Démographie
En octobre 2020, la population de Funabashi était de 644 182 habitants, répartis sur une superficie de 85,62 km2. C'est la septième plus grande ville de l'agglomération de Tokyo.

### Climat
Funabashi a un climat subtropical humide caractérisé par des étés chauds et des hivers frais avec peu ou pas de chutes de neige. La température annuelle moyenne à Funabashi est de 15,5 °C. Les précipitations annuelles moyennes sont de 1 466,1 mm, octobre étant le mois le plus humide.

## Histoire
Le bourg de Funabashi a été créé le 1er avril 1889. Il a acquis le statut de ville le 1er avril 1937.
La ville est désignée ville noyau en 2005.

## Culture locale et patrimoine
- Hippodrome de Nakayama
- Funabashi-daijingū
- Ninomiyajinja (ja)
- Narasinohara (ja)
- Kute-kan (ja)
- Meijitenouzaicyunotokoronohi (ja)
- Gyodamusen (ja)

## Transports
Funabashi est desservie par de nombreuses lignes ferroviaires :
- les lignes Chūō-Sōbu, Keiyō, Musashino et Sōbu de la JR East,
- la ligne principale et la ligne Matsudo de la Keisei,
- la ligne Hokusō de la Hokuso-Railway,
- la ligne Urban Park de la Tōbu,
- la ligne Tōyō Rapid de la Toyo Rapid Railway,
- la ligne Tōzai du Tokyo Metro.

Les gares de Funabashi, Nishi-Funabashi et Keisei Funabashi sont les principales gares de la ville.

## Jumelages
Funabashi est jumelée avec les municipalités étrangères suivantes :
- Odense (Danemark) ;
- Hayward (États-Unis) ;
- Xi'an (Chine).

## Personnalités liées à la ville
- Yoshihiko Noda (né en 1957), ancien premier ministre
- Kazuyuki Fujita (né en 1970), catcheur
- Yuko Kavaguti (née en 1981), patineuse
- Mai Kuraki (née en 1982), chanteuse
- Sayaka Ichii (née en 1983), actrice et chanteuse
- Tomohisa Yamashita (né en 1985), acteur et chanteur